# Erebia subtusgrisea
Erebia subtusgrisea är en fjärilsart som beskrevs av Müller 1928. Erebia subtusgrisea ingår i släktet Erebia och familjen praktfjärilar. Inga underarter finns listade i Catalogue of Life.